# TAP Boyz
TAP Boyz (аббревиатура от The Arabian Posse, иногда Tall Arabian Posse) — уличная банда Чикаго, или самоназваное «движение», сформированное на углу Западной 63-й улицы и Южной Кедзи-авеню в 1992 году. Они распустились в 1999 году после того, как потеряли своих членов, уступив место бандам Gangster Two-Six и Almighty Ambrose.
Существует социальный феномен, применимый к бандам (Knox, 1993), который называется законом образования оппозиционных групп. По сути, он означает, что в любой социальной системе, где возникает одна групповая угроза, возникает и её естественный аналог (Crips, затем Bloods, Folks, Peoples и т.п.) Эта культурная универсалия очень хорошо согласуется с нашими знаниями о расовых отношениях, расовых конфликтах и возникновении банд по этническому или расовому признаку. Например, китайская банда, возникающая в ответ на угрозы или конфликты с некитайской бандой в Нью-Йорке; или ближневосточная банда, такая как The Arabian Posse (она же TAP Boyz, или TAPN — The Arabian Posse Nation) в таком городе, как Чикаго, во время вражды к арабам-американцам, возникшей во время войны в Персидском заливе, когда TAP Boys только возникли.

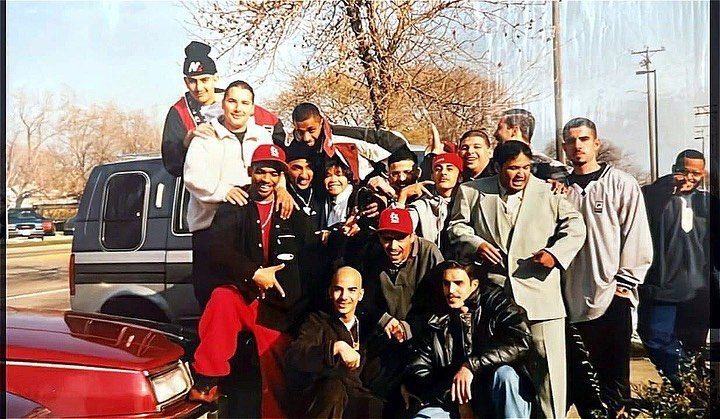
Члены банды TAP Boyz в 1993 году, справа изображён один из лидеров TAP Boyz на то время

Tall Arabian Posse была создана в ответ на антиарабские настроения со стороны конкурирующих банд. Целью движения была защита арабо-американской общины от нападений на расовой почве, вызванных войной в Персидском заливе. Цвета их банды — белый и красный, а их символом является четырёхконечная звезда, хотя иногда они используют луну и полумесяц для обозначения верности исламу, который исповедует большинство членов.